# Giovanni Saonara
Giovanni Saonara (Saonara, 15 giugno 1958) è un politico italiano.

## Biografia
Attivo nell'associazionismo fin da giovane. Nell'aprile 1995 è candidato per la lista Federalismo e Democrazia (formata da PPI e Lega Nord) alle elezioni suppletive per la Camera nel collegio uninominale di Padova-Selvazzano Dentro, ottenendo il 57,1% dei voti e viene così eletto deputato, resta quindi a Montecitorio per l'ultimo anno della XII Legislatura all'interno del gruppo misto.
Alle elezioni politiche del 1996 è ricandidato alla Camera con L'Ulivo nel collegio uninominale di Piove di Sacco, venendo nuovamente eletto a Montecitorio, dove rimane per l'intera Legislatura.
Alle elezioni politiche del 2001, sempre ricandidato nello stesso collegio di Piove di Sacco, viene battuto dal candidato del centrodestra.
Successivamente lavora come professore a Padova presso il liceo Pietro Scalcerle.